# Derby Chorzowa w piłce nożnej
Derby Chorzowa – derby piłkarskie rozgrywane między dwoma najlepszymi klubami Chorzowa (wcześniej okręgu królewskohuckiego): Ruchem i AKS-em. Pierwszy odnotowany mecz odbył się 29 sierpnia 1923 roku. Ruch BBC Wielkie Hajduki (Ruch Chorzów) przegrał wówczas z VfR Koenigshutte (AKS Chorzów) 1:2. W Ekstraklasie rozgrywane 19-krotnie i raz na szczeblu centralnym Pucharu Polski.

## Historia
Obydwa kluby wielokrotnie spotykały się w walce o wysoką stawkę. W 1925 roku w półfinale Ruch wyeliminował AKS z Pucharu Fliegera (rozgrywanego w zamian za rozgrywki klasy A). W 1937 roku derby miały już rangę zmagań pierwszoligowych. AKS wygrał 3:1 i zremisował 0:0 wyprzedzając lokalnego rywala w tabeli (AKS-2, Ruch -3). W 1939 roku obydwa kluby liczyły się walce o tytuł mistrzowski. Ruch wygrał na stadionie AKS-u 3:2, mecz rewanżowy na Cichej nie został jednak rozegrany z powodu wybuchu II wojny światowej. W okresie okupacji derby odbywały się nadal. W sezonie 1941/1942 od ich wyniku zależało kto sięgnie po tytuł mistrza Górnego Śląska. AKS (Germania) pokonał wówczas Ruch (BSV) 1:0. 4 marca 1945 odbyły się pierwsze derby w powojennej Polsce (1:1). W 1951 roku piłkarze "niebieskich" ograli „zielone koniczynki” w półfinale mistrzostw Polski (Pucharze Polski) 3:2, na Stadionie Wojska Polskiego w Warszawie. W 1953 roku Ruch pokonał AKS aż 7:0. W 1954 roku rozegrano ostatnie w dziejach derby Chorzowa na poziomie pierwszoligowym. Po spadku AKS-u do drugiej i trzeciej ligi (1958 - wówczas okręgówka) pojedynki zdarzały się sporadycznie i miały wyłącznie charakter towarzyski bądź okolicznościowy (jubileusze któregoś z klubów).

## Pierwsza śląska „święta wojna”
Pojedynki obydwu zespołów urosły w latach 30. do rangi najważniejszej śląskiej „świętej wojny”. Gromadziły zawsze komplet publiczności. W trakcie tych pojedynków niejednokrotnie zapominano o akcie wieczystej „przyjaźni” zawartym między Ruchem i AKS-em w 1938 roku. W latach 1937–1954 były to bez wątpienia najważniejsze derby Górnego Śląska. Decydowała o tym nie tylko ich dramaturgia ale i metryka. Po 1954 większego znaczenia nabrały tzw. Najstarsze Derby Śląska pomiędzy Ruchem a Polonią Bytom (po tym gdy Polonia jako drugi śląski klub po Ruchu zdobyła mistrzostwo Polski w 1954), a następnie Wielkie Derby Śląska z Górnikiem Zabrze (Górnik jako trzeci śląski klub zdobył mistrzostwo w 1957).